# XZ (format de fichier)
Pour les articles homonymes, voir XZ.
XZ est un format de fichier destiné à accueillir des données compressées. C'est une spécification ouverte. Le but de ce format est d'éviter la multiplication des formats à chaque nouvel algorithme de compression. Ce format permet de choisir entre plusieurs algorithmes de compression mais aussi entre plusieurs algorithmes de vérification d'intégrité.
La méthode de compression par défaut du format XZ est l'algorithme de compression LZMA2, qui est une nouvelle version de l'algorithme LZMA. XZ ne permet actuellement de choisir qu'entre ces deux algorithmes. Il est implémenté par le logiciel libre XZ Utils.
Les algorithmes disponibles pour la vérification de l'intégrité des données compressées sont CRC-32, CRC-64 et SHA-256. Par défaut, il utilise CRC-64, qui a semblé être aux concepteurs un bon compromis entre la vitesse et la garantie d'intégrité.
Le 29 mars 2024, une porte dérobée a été détectée dans les dernières versions de xz-utils (5.6.0 et 5.6.1).